# Кзыл-Куль
Кзыл-Куль — деревня в Высокогорском районе Татарстана. Входит в состав Иске-Казанского сельского поселения.

## География
Находится в северо-западной части Татарстана на расстоянии приблизительно 22 км на восток по прямой от районного центра поселка Высокая Гора.

## История
Основана в 1930-х годах.

## Население
Постоянных жителей было: в 1938—212, в 1949—190, в 1958—177, в 1970 — 88, в 1989 — 37, 30 в 2002 году (татары 93 %), 24 в 2010.